# Justin Tafa
Justin Tafa (Auckland, 13 de dezembro de 1993) é um lutador neozelandês de artes marciais mistas, atualmente competindo no peso pesado do Ultimate Fighting Championship. 
Na sua última luta no UFC 305 na Austrália foi visto chorando após derrota humilhante para o brasileiro Walter Walker, não satisfeito juntou 40 indivíduos para baterem no brasileiro na porta do hotel em um ato de total desespero e covardia, manchando a sua curta e breve carreira no UFC.

## Início
Tafa nasceu em Auckland na Nova Zelândia, em uma família de descendência samoana. Ele cresceu em um subúrbio de Auckland chamado Avondale. Tafa vem de uma família de lutadores. Seu avô foi campeão nacional de boxe e seus três irmãos já lutaram profissionalmente, com Junior Tafa chegando a ser classificado como top-10 no ranking dos pesos pesados do Glory. 

## Carreira no MMA
Tafa fez sua estreia no MMA profissional no XFC 30, com um nocaute no segundo round sobre Dylan Tiaaleaiga. Tafa em seguida foi escalado para enfrentar Jeremy Joiner pelo cinturão dos pesados do XFC. Ele venceu por nocaute após 28 segundos de luta.

### Ultimate Fighting Championship
Tafa fez sua estreia no UFC em 5 de outubro de 2019 no UFC 243: Whittaker vs. Adesanya contra Yorgan de Castro. Ele perdeu por nocaute no primeiro round.
Em sua segunda luta na organização, Tafa enfrentou Juan Adams em 8 de fevereiro de 2020 no UFC 247: Jones vs. Reyes. Ele venceu por nocaute técnico no primeiro round.
Tafa enfrentou Carlos Felipe em 16 de janeiro de 2021 no UFC on ABC: Holloway vs. Kattar. Ele perdeu por decisão dividida.

## Cartel no MMA
| Cartel no MMA |            |            |
| 7 lutas       | 4 vitórias | 3 derrotas |
| Por nocaute   | 4          | 1          |
| Por decisão   | 0          | 2          |

| Res.    | Cartel | Oponente         | Método                            | Evento                                     | Data       | Round | Tempo | Local             | Notas                                       |
| ------- | ------ | ---------------- | --------------------------------- | ------------------------------------------ | ---------- | ----- | ----- | ----------------- | ------------------------------------------- |
| Vitória | 6-3    | Parker Porter    | Nocaute (soco)                    | UFC 284: Makhachev vs. Volkanovski         | 12/02/2023 | 1     | 1:06  | Perth             |                                             |
| Vitória | 5-3    | Harry Hunsucker  | Nocaute Técnico (chute na cabeça) | UFC Fight Night: Lewis vs. Daukaus         | 18/12/2021 | 1     | 1:53  | Las Vegas, Nevada | Luta em Peso Casado; Tafa não bateu o peso. |
| Derrota | 4-3    | Jared Vanderaa   | Decisão (unânime)                 | UFC Fight Night: Font vs. Garbrandt        | 22/05/2021 | 3     | 5:00  | Las Vegas, Nevada |                                             |
| Derrota | 4-2    | Carlos Felipe    | Decisão (dividida)                | UFC on ABC: Holloway vs. Kattar            | 16/01/2021 | 3     | 5:00  | Abu Dhabi         |                                             |
| Vitória | 4-1    | Juan Adams       | Nocaute Técnico (socos)           | UFC 247: Jones vs. Reyes                   | 08/02/2020 | 1     | 1:59  | Houston, Texas    |                                             |
| Derrota | 3-1    | Yorgan de Castro | Nocaute (soco)                    | UFC 243: Whittaker vs. Adesanya            | 05/10/2019 | 1     | 2:10  | Melbourne         | Estreia no UFC.                             |
| Vitória | 3-0    | David Taumoepeau | Nocaute Técnico (socos)           | Australian Xtreme Fighting Championship 41 | 24/05/2019 | 2     | 0:30  | Brisbane          | Defendeu o Cinturão Peso Pesado do XFC.     |
| Vitória | 2-0    | Jeremy Joiner    | Nocaute Técnico (socos)           | Australian Xtreme Fighting Championship 36 | 28/07/2018 | 1     | 0:28  | Brisbane          | Ganhou o Cinturão Peso Pesado do XFC.       |
| Vitória | 1-0    | Dylan Tiaaleaiga | Nocaute Técnico (socos)           | Australian Xtreme Fighting Championship 30 | 20/05/2018 | 2     | 3:35  | Brisbane          |                                             |